# Тоннель дель Кади
Тоннель дель Кади — платный автомобильный туннель, расположенный в каталонских Предпиренеях (горная цепь дель Кади). Он объединяет комарки Альт Бергеда и Сердань. Открытие туннеля и запуск в эксплуатацию произошло 30 октября 1984 года. Он занимает по протяженности четвертое место в Испании и третье в Каталонии, его длина составляет 5026 метров. 

## Бесплатные альтернативы
Участок трассы Бага-Альп можно преодолеть по бесплатным дорогам, в обход туннелю дель Кади. Большая часть автомобилей, которые пользуются такой возможностью, предпринимают такое путешествие с целью полюбоваться пейзажем и получить удовольствие от горных маршрутов.
Подъехав к Бага, следует свернуть с трассы  C-16  и поехать по  B-402  в направлении Ла-Побла-де-Лильет. Приехав в этот поселок, надо поехать по  BV-4031  в направлении Castellar de n'Hug. В завершении этой трассы, повернуть налево и поехать по   GI-400  в направлении Ла-Молины. В Ла-Молине, окончательно, надо повернуть на   GIV-4082  до Альп, где дорога опять соединяется с трассой   C-16 , уже на другой стороне горной цепи, которая соединяет с   N-260  и Пучсерда, расположенной рядом с границей Франции.
Кроме того, существует "бесплатная природная альтернатива"  BV-4024 , через Коль де Пал. Но эта дорога местами не асфальтирована и не обслуживается более 30 лет.

## Будущее
Планируется строительство второго туннеля, который может быть завершен в 2022 году. Это позволит продолжить трассу С-16 (Барселона-Тулуза через Манресу).

## Характеристики
Имеет длину 5026 метров, две полосы движения со средней шириной 2 метра между ними, и параллельный туннель, который служит в качестве запасного выхода при эвакуации. Южный вход в туннель находится на высоте 1175 метров над уровнем моря в муниципалитете Гвардиола - Бергеда. Северный вход имеет высоту высоту 1236 метров, в Урус (Нижняя Сердань).